# 인덱서 (프로그래밍)
인덱서(indexer)는 객체 지향 프로그래밍에서 특정 클래스나 구조체의 인스턴스가 배열과 같이 인덱싱될 수 있게 한다. 연산자 오버로딩의 일종이다.

## 예시
인덱서를 클래스에 사용한 C#의 예는 다음과 같다:
```
class
 
OurFamily

{

private
 
long
[]
 
familyMember
 
=
 
new
 
long
[
7
];

  
public
 
long
 
this
 
[
int
 
index
]

  
{

    
// The get accessor

    
get

    
{

      
return
 
familyMember
[
index
];

    
}

    
// The set accessor with

    
set

    
{

      
familyMember
[
index
]
 
=
 
value
;

    
}

  
}

}

```

## 같이 보기
- 뮤테이터 메소드